# غريغوري ريان
غريغوري ريان (13 مارس 1913 في أستراليا - 10 مايو 1986) (بالإنجليزية: Gregory Ryan)‏ هو لاعب كريكت أسترالي.

## وصلات خارجية
- غريغوري ريان على موقع إي آس بي آن كريك إنفو (الإنجليزية)